# Ménetreuil
Ménetreuil är en kommun i departementet Saône-et-Loire i regionen Bourgogne-Franche-Comté i östra Frankrike. Kommunen ligger i kantonen Montpont-en-Bresse som tillhör arrondissementet Louhans. År 2022 hade Ménetreuil 410 invånare.

## Befolkningsutveckling
Antalet invånare i kommunen Ménetreuil
| Referens: INSEE |